# بيورن راسموسن
خطأ لوا في mw.text.lua على السطر 25: bad argument #1 to 'match' (string expected, got nil).
بيورن راسموسن (بالدنماركية: Bjørn Rasmussen)‏ (19 مايو 1885 بكوبنهاغن في الدنمارك - 9 أغسطس 1962 في الدنمارك) هو لاعب كرة قدم دانمركي في مركز الهجوم، شارك في الألعاب الأولمبية الصيفية 1908. وشارك مع منتخب الدنمارك لكرة القدم. أما مع النوادي، فقد لعب مع كوبنهاغن بولدكلوب.

## وصلات خارجية
- بيورن راسموسن على موقع قاعدة بيانات كرة القدم.إي يو (الإنجليزية)
- بيورن راسموسن على موقع ناشيونال فوتبول تيمز (الإنجليزية)
- بيورن راسموسن على موقع عالم كرة القدم.نت (الإنجليزية)
- بيورن راسموسن على موقع اللجنة الأولمبية الدولية (الإنجليزية)
- بيورن راسموسن على موقع أوليمبيديا (الإنجليزية)